# Notre-Dame de l’Assomption de Châtres (Saint-Brice)

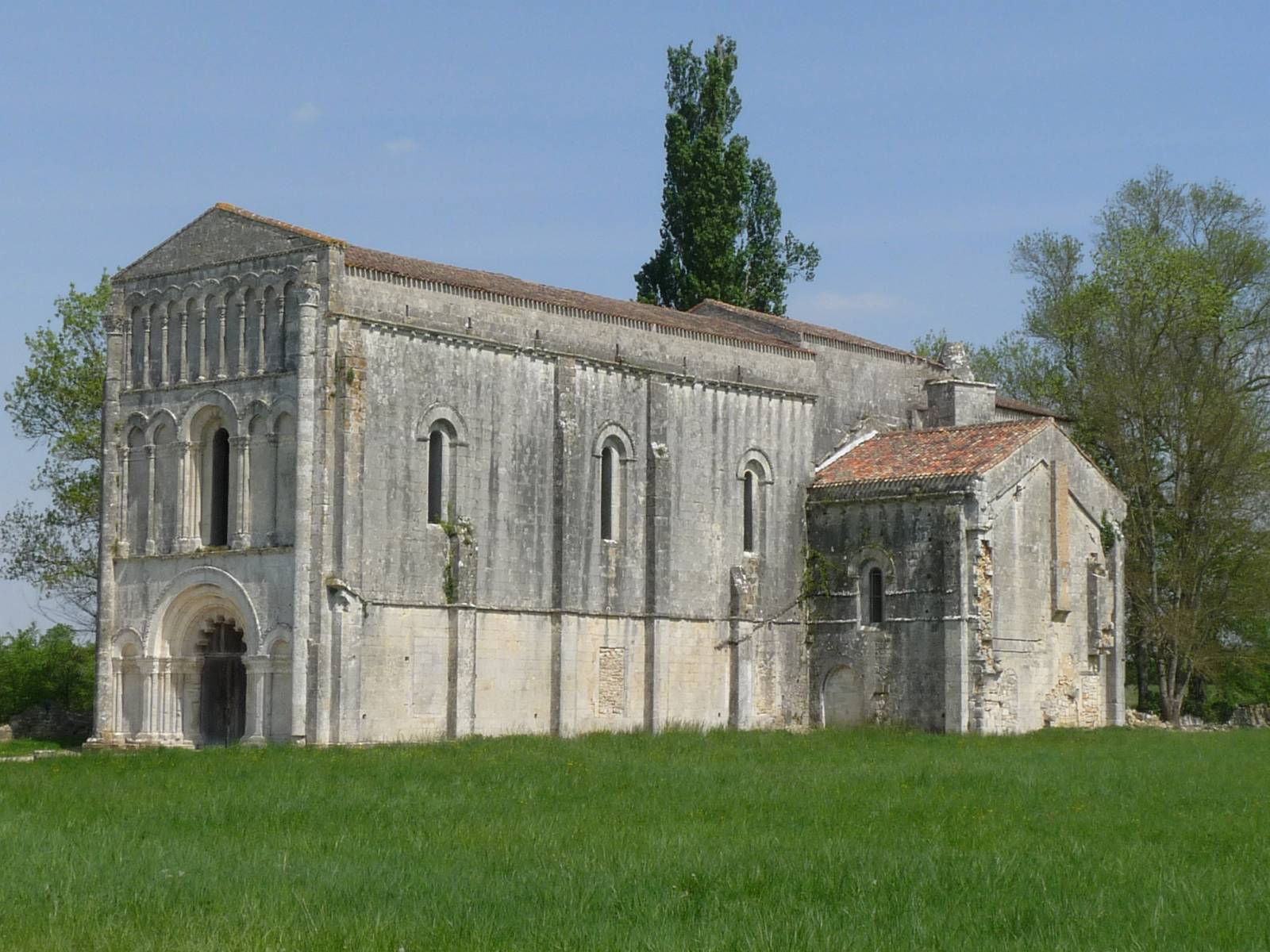
Saint-Brice – Abteikirche Notre-Dame de l’Assomption de Châtres

Die ehemalige Abteikirche Notre-Dame de l’Assomption de Châtres von Saint-Brice gehört zu den wichtigsten Kirchenbauten in der Saintonge. Seit 1948 ist das seit Jahrzehnten leerstehende Bauwerk als Monument historique registriert.

## Lage
Die Kirche steht – einsam und abgelegen und umgeben von Feldern und Bäumen – auf dem Gebiet der Gemeinde Saint-Brice. Von Cognac aus ist die Kirche etwa 7,5 Kilometer (Fahrtstrecke) in östlicher Richtung entfernt.

## Baugeschichte
Zur Baugeschichte ist nur sehr wenig bekannt: Im 11. Jahrhundert wurde an der Stelle der heutigen Kirche ein Augustiner-Chorherrenstift gegründet – somit wäre der Begriff Stiftskirche eigentlich passender als der Begriff Abtei, der sich aber in der Literatur eingebürgert hat. Der heutige Kirchenbau entstammt jedoch in seinen wesentlichen Teilen dem 12. Jahrhundert und folgt mit seinem von vier hintereinandergereihten Kuppeln bedeckten Innenraum regionalen Bautraditionen. Im 13. oder 15. Jahrhundert erhielt die Kirche einen flachen gotischen Chorschluss. Bereits in den Hugenottenkriegen (1562–1598) wurde die Abtei in Mitleidenschaft gezogen. Während der Französischen Revolution wurde der Bau als Nationalgut (Bien national) verkauft; die Konventsgebäude und der Kreuzgang wurden abgerissen – wie durch ein Wunder blieb die Kirche erhalten. Im 19. Jahrhundert diente der Kirchenbau zeitweise als Töpferei und Keramikmanufaktur.

## Architektur

### Westfassade

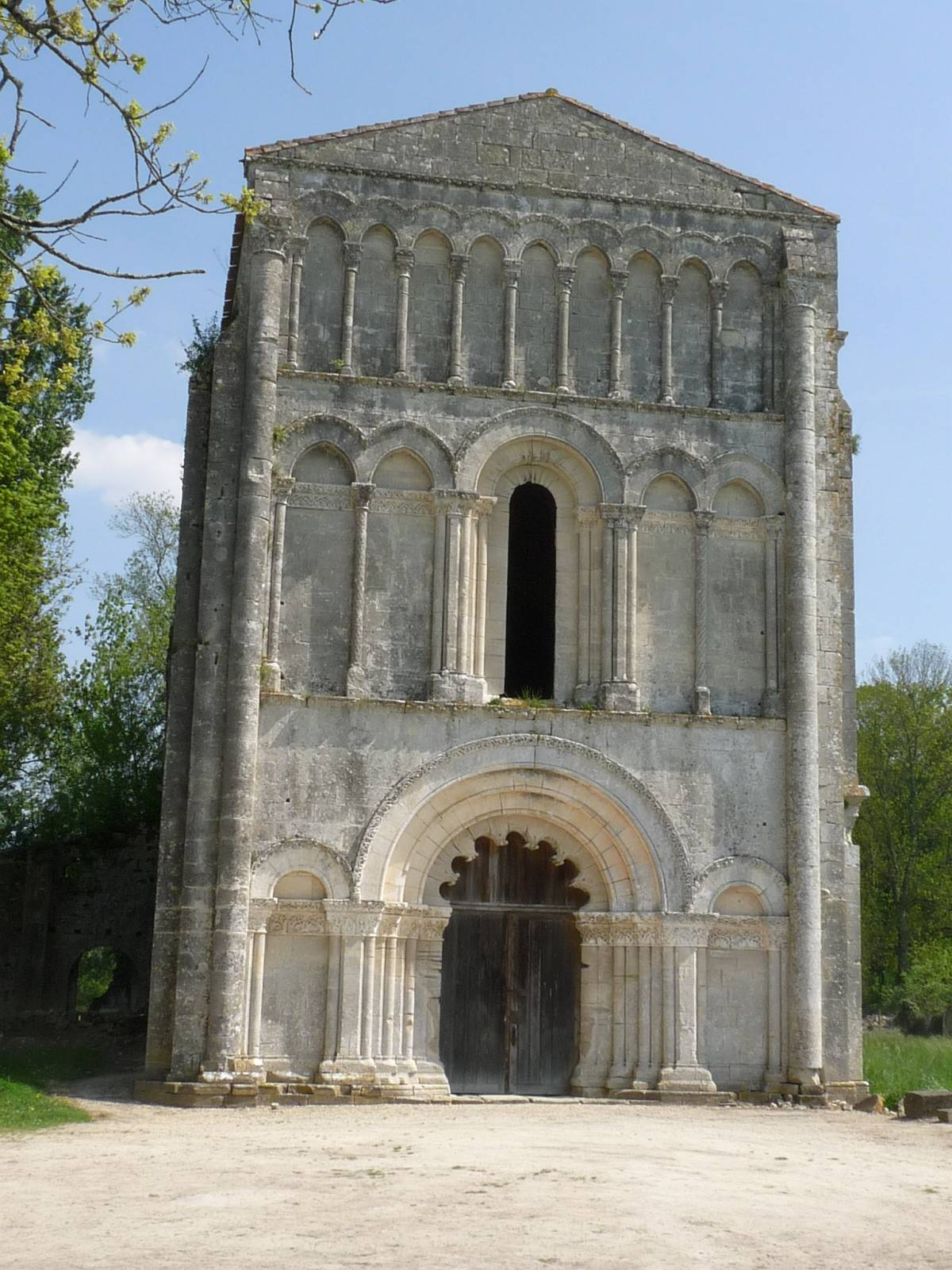
Westfassade der Kirche

Da auf Türme jeglicher Art verzichtet wird, ist die Westfassade der markanteste Bauteil – sie wird in der Vertikalen von zwei hohen Säulen mit Kapitellen eingerahmt und ist horizontal in drei Ebenen zuzüglich einem kleinen Giebelfeld gegliedert. Die untere Ebene zeigt dreiteilige, einem Triumphbogenschema nachempfundene Gliederung bestehend aus einem mittleren Portal und zwei kleineren seitlichen Blendportalen. Das Portal ist als mehrfach gestuftes Archivoltenportal ausgebildet und hat demzufolge – wie die meisten Kirchen in der Region – kein Tympanon; auf figürlichen Schmuck wird verzichtet, dafür schließt das Portal mit einem Vielpassbogen ab, der vielleicht Anregungen aus der islamischen Baukunst widerspiegelt (vgl. Abtei Celles-sur-Belle). Das vegetabilische Kapitelldekor wird aufgenommen und auch auf den Mauerflächen der seitlichen Blendbögen fortgeführt.
Über einem Gesims mit einem unterlegten Konsolenfries befindet sich eine fünfbogige Arkadenstellung – die mittlere Arkade beinhaltet ein hohes und zurückgestuftes sowie von eingestellten Säulen begleitetes Westfenster, welches von doppelten seitlichen Blendarkaden mit kaum merklich angespitzten Bögen eingerahmt wird.
Die neun schlanken Blendarkaden der dritten Ebene, die wieder auf einem Gesims mit unterlegtem Konsolenfries aufruht, sind allesamt gleich hoch. Alle Bögen der Westfassade sind von kleinen Bögen überfangen und erhalten so mehr Plastizität. Ein undekoriertes Giebelfeld schließt den Bau nach oben ab.

### Innenraum
Das – wegen Einsturzgefahr meist geschlossene – Kirchenschiff ist mit einer Reihe von Kuppeln überwölbt – ein Element, das sich auch an anderen Kirchen in der Umgebung findet (Périgueux, Souillac, Saint-Émilion u. a.). Das Chorfenster aus dem 15.(?) Jahrhundert entspricht mit seinen Formen dem einfachen geometrischen Maßwerk der nordfranzösischen Hochgotik – es ist vierbahnig und hat drei pyramidal angeordnete Vierpässe.